# تريو 650
تريو 650 (بالإنجليزية: Treo 650)‏ هو هاتف ذكي من بالم، تم طرحه في الأسواق في نوفمبر 2004.

## الخصائص
- الكاميرا الخلفية: 0.3 ميجابكسل
- الشاشة: إل سي دي
- المعالج: 312 ميجا هرتز